# 国立病院機構函館医療センター
国立病院機構函館医療センター（こくりつびょういんきこうはこだていりょうせんたー）は、北海道函館市にある病院。

## 沿革
- 1978年（昭和53年）：旧国立函館病院と旧国立療養所が統合し、新たな「国立函館病院」発足[1]。
- 1980年（昭和55年）：総合病院承認[1]。国立函館病院附属看護学校開校（2011年閉校）[1]。
- 2003年（平成15年）：国立療養所北海道第一病院と統合し、新病院（国立函館病院）発足[1]。
- 2004年（平成16年）：独立行政法人移行に伴い、「国立病院機構函館病院」と改称[1]。
- 2020年（令和02年）：新病棟落成し、国立病院機構八雲病院の一部機能を移転[2]。
- 2024年（令和06年）：「国立病院機構函館医療センター」に改称。[3]

## 機関指定
| 保険医療機関                                   | 救急告示医療機関（救急指定病院） |
| 労災保険指定医療機関                           | 指定自立支援医療機関（更生医療） |
| 身体障害者福祉法指定医の配置されている医療機関 | 生活保護法指定医療機関           |
| 結核指定医療機関                               | 戦傷病者特別援護法指定医療機関   |
| 原子爆弾被害者医療指定医療機関                 | 第二種感染症指定医療機関         |
| 臨床研修指定病院                               | 特定疾患治療研究事業委託医療機関 |
| 北海道がん診療連携指定病院                     | 北海道地方循環器センター         |

## 診療科等
診療科
- 呼吸器科
- 循環器科
- 外科
- 消化器科
- 心臓血管外科
- 泌尿器科
- 放射線科
- 麻酔科
- 病理診断科
- 皮膚科
- 臨床検査科
- 緩和ケア科
- 歯科口腔外科
- 形成外科
- 婦人科
- 眼科
- 初期研修医

専門外来・検診
- ピロリ専門外来
- セカンドオピニオン外来
- 乳がん・子宮がん検診
- リンパ浮腫外来
- スキンケア外来
- 便秘外来
- 睡眠時無呼吸外来
- ペースメーカー外来
- 心不全外来
- 口の痛み・違和感外来
- 口内炎（口腔粘膜）外来
- 病理診断外来

部門
- 看護部
- 薬剤部
- 診療放射線科
- 地域医療連携室
- 栄養管理室
- 治験管理室
- 臨床研究部

## 施設認定
| 日本内科学会認定医研修施設                                      | 日本血液学会研修施設               |
| 日本呼吸器学会認定研修施設                                      | 日本呼吸器内視鏡学会認定研修施設   |
| 日本外科学会認定医研修施設                                      | 日本外科学会専門医研修施設         |
| 日本胸部外科学会認定医施設                                      | 日本呼吸器外科学会指導医関連施設   |
| 呼吸器外科専門医認定機構専門医施設                              | 日本消化器外科学会専門医施設       |
| 日本消化器病学会認定医制度関連施設                              | 日本麻酔科学会研修施設             |
| 日本ペインクリニック学会研修施設                                | 日本放射線腫瘍学会認定施設         |
| 日本心血管インターベンション学会認定研修関連施設                | 日本循環器学会専門医研修施設       |
| マンモグラフィー（乳房エックス線写真）検診認定施設              | 日本臨床腫瘍学会認定研修施設       |
| 日本乳癌学会認定施設                                            | 日本がん治療認定機構認定研修施設   |
| 栄養サポートチーム（NST）専門療法士認定規則実地修練認定教育施設 | 日本食道学会食道外科専門医認定施設 |
| 日本大腸肛門学会大腸肛門病認定施設                              | 日本消化器内視鏡学会指導施設       |
| 日本消化器病学会認定施設                                        | 日本消化器病学会認定医関連施設     |
| 日本カプセル内視鏡学会指導施設                                  | 日本消化管学会胃腸科指導施設       |

## アクセス
- 函館バス「国立病院前」バス停から徒歩約2分
- 函館市交通局（函館市電）「深堀町停留場」から徒歩約5分
- 函館駅・五稜郭駅から車で約15分
- 函館空港から車で約15分